# Aníbal Maricevich Fleitas
Aníbal Maricevich Fleitas (* 16. Dezember 1917 in Yparacarai; † 2. August 1996 in Asunción) war ein paraguayischer römisch-katholischer Bischof.
Maricevich Fleitas wurde am 21. November 1943 zum Priester für das Erzbistum Asunción geweiht. Papst Pius XII. ernannte ihn am 5. Februar 1957 zum Titularbischof von Diocletianopolis in Palestina und Weihbischof in Asunción. Luigi Punzolo, Apostolischer Nuntius in Paraguay, weihte ihn am 19. Mai 1957 zum Bischof. Mitkonsekratoren waren Juan José Aníbal Mena Porta, Erzbischof von Asunción, und Ramón Pastor Bogarín Argaña, Bischof von Bistum San Juan Bautista de las Misiones. Papst Johannes XXIII. ernannte ihn am 10. August 1961 zum Koadjutorbischof von Asunción. Papst Paul VI. ernannt ihn am 4. Dezember 1965 zum Bischof von Concepción en Paraguay. Am 30. April 1993 nahm Papst Johannes Paul II.  seinen Rücktritt an.
Maricevich Fleitas nahm an allen vier Sitzungsperioden des Zweiten Vatikanischen Konzils als Konzilsvater teil.